# Orde al Mèrit de la Guàrdia Civil
L'Orde al Mèrit de la Guàrdia Civil és una condecoració per recompensar la conducta dels membres d'aquest cos de seguretat espanyol.
Aquesta condecoració, inicialment creada com a Medalla al Mèrit de la Guàrdia Civil, en virtut de la llei 19 de 1976 (DO.123) va ser objecte d'una modificació mitjançant la llei 2/2012, de 29 de juny, elevant-la de medalla a ordre, establint una nova categoria, la de la Gran Cruz, i adaptant el seu reglament a alguns canvis normatius transcorreguts més de trenta anys.
Té per objecte premiar les actuacions rellevants de lliurament al servei en qualsevol de les seves facetes i que resultin en prestigi del Cos i interès de la Pàtria. Aquesta recompensa, de caràcter civil, podrà ser concedida als membres de dit cos i a qualsevol persona o entitat que se'n faci creditora.
En el Diari Oficial num. 231 de 2012 apareix Ordre INT/2008/2012, de 21 de setembre, per la qual es publiquen els dissenys de les cinc categories:

## Requisits de concessió
- Gran Creu:

Atorgada a oficials generals, personal civil, unitats, entitats i patronatges, pel que es tindrà en compte el rang institucional, administratiu, acadèmic o professional de la persona, unitat o entitat recompensada, en atenció a mèrits i circumstàncies de caràcter excel·lent que concorrin en ells relacionats amb el Cos de la Guàrdia Civil o la seguretat pública en general.
- Creu d'Or:

a) Resultar mort o mutilat (de manera absoluta o permanent) com a conseqüència d'una intervenció relativa a un servei on s'evidenciï un valor personal molt destacat

b) Executar o dirigir de forma directa i immediata, amb risc imminent de la pròpia vida, un servei o fet d'importància tan transcendent que resulti en prestigi del Cos i interès de la Pàtria i que per les extraordinàries qualitats manifestades impliqui un mèrit de caràcter excepcional.
- Creu de Plata:

a) dur a terme accions que, sense reunir la condició de risc personal exigida per a la Creu d'Or, suposin una rellevant col·laboració amb la Guàrdia Civil o tinguin per la seva naturalesa un caràcter o mèrit tan excepcional que requereixin l'alt reconeixement.
- Creu amb Distintiu Vermell:

a) executar durant el transcurs d'un servei de gran importància amb risc de perdre la vida accions d'extraordinari valor personal, iniciativa i serenitat davant del perill.

b) resultar mort o absolutament mutilat o permanent en acte de servei o en ocasió d'aquest en afrontar un perill manifest contra la pròpia vida.
- Creu amb Distintiu Blanc:

a) executar, dirigir o col·laborar directament en l'èxit d'un servei en què, per la seva extraordinària dificultat i importància, s'hagin evidenciat rellevants qualitats professionals o cíviques

b) sobresortir amb perseverança i notorietat en el compliment dels deures de la seva tasca o càrrec, de forma que sigui exemplar, digna que es ressalti com a mèrit extraordinari.

c) fer estudis professionals o científics, i d'altres fets o treballs destacats, que suposin un notable prestigi pel Cos o utilitat pel servei oficialment reconegut.

## Disseny
- Gran Creu: Placa abrillantada de ràfegues en or, amb la creu amb els quatre braços rectes esmaltats en color blanc, amb filet en or amb una corona reial espanyola. En el centre de la creu està situat l'emblema del Cos, sobre un cercle verd perfilat per una corona de branques de llorer d'or., l'escut de la Guàrdia Civil i la llegenda "Al mèrit". La creu es troba orlada de dos lleons i dos castells en plata. La placa ha de situar-se sobre la part davantera de l'uniforme, en el lloc que les normes sobre ús de condecoracions reserven a les plaques. Al costat de la placa disposa d'una banda blanca de seda, de color blanc de 100 mil·límetres d'ample amb una llista longitudinal verd situada en el seu centre d'ample igual a un vuitè de l'ample total d'aquella, unint-se en els seus extrems amb un llaç, del que penjarà la venera de la Gran Creu que és idèntica a la creu abans descrita i es troba també timbrada amb la corona real. La banda es portarà situada de l'espatlla dreta al costat esquerre i el seu ús serà únic, encara que s'estigui en possessió de diverses.
- Creu d'Or: de metall daurat amb quatre braços en esmalt verd amb raigs entre ells; al centre, sobre un cercle vermell, branques de llorer, l'escut de la Guàrdia Civil i la llegenda "Al mèrit". Al revers apareixen les lletres "GC" entrellaçades amb una corona reial sobre elles. És l'únic model de placa que té revers i que no senyala el lloc pels traus que l'han de subjectar a l'uniforme.
- Creu de Plata: igual a l'anterior, però amb el centre en blanc
- Creu amb Distintiu Vermell: la creu ja descrita, que penja d'una cinta amb 3 franges, la central vermella i les exteriors verda. No porta raigs.
- Creu amb Distintiu Blanc: la creu ja descrita, però amb els cercles i la llista central de la cinta en blanc.

El passador de la Gran Cruz porta una corona reial i els colors de la seva banda i els de les Creus d'Or i Plata porten un petit ram de llorer del metall respectiu, diferenciant-se així dels corresponents a les creus amb distintiu vermell o blanc, que no porten res.
Existeixen tres corbates corresponents a les categories de Gran Creu i Creus d'Or i Plata, confeccionades en seda amb els colors dels seus respectius passadors i decorades amb representacions brodades de la placa corresponent.
| Insígnies i Passadors                               |                                                     |                                                             |                                                                                       |                                                                                   |
| Insígnia de la Gran Creu · Passador de la Gran Creu | Insígnia de la Creu d'Or · Passador de la Creu d'Or | Insígnia de la Creu de Plata · Passador de la Creu de Plata | Insígnia de la Creu amb Distintiu Vermell · Passador de la Creu amb Distintiu Vermell | Insígnia de la Creu amb Distintiu Blanc · Passador de la Creu amb Distintiu Blanc |
| Gran Creu                                           | Creu d'Or                                           | Creu de Plata                                               | Creu Distintiu Vermell                                                                | Creu Distintiu Blanc                                                              |